# A Budapest Honvéd FC 2005–2006-os szezonja
A Budapest Honvéd FC 2005–2006-os szezonja szócikk a Budapest Honvéd FC első számú férfi labdarúgócsapatának egy szezonjáról szól, mely sorozatban a 2., összességében pedig a 95. idénye a csapatnak a magyar első osztályban. A klub fennállásának ekkor volt a 96. évfordulója.

## Mérkőzések
| Színmagyarázat | Színmagyarázat |
| -------------- | -------------- |
|                | Győzelem.      |
|                | Döntetlen.     |
|                | Vereség.       |

### Borsodi Liga 2005–06

#### Őszi fordulók
| 1. forduló 2005. július 30. 19:00 |

| FC Sopron                             | 1 – 1   | Budapest Honvéd                          |
| ------------------------------------- | ------- | ---------------------------------------- |
| Lazić 66' (11-esből) 52' Costisor 41' | (0 – 0) | Vadócz 58' (11-esből) Zana 2' Kovács 59' |

| Káposztás utcai Stadion, Sopron Nézőszám: 3 700 Játékvezető: Arany Tamás (magyar) |

| 2. forduló 2005. augusztus 7. 11:30 |

| Budapest Honvéd                                   | 3 – 1   | Ferencváros                     |
| ------------------------------------------------- | ------- | ------------------------------- |
| Alves 10' 37' 61' Dobos 14' Takács 29' Bojtor 92' | (2 – 0) | Tímár 69' Keller 51' Tőzsér 78' |

| Bozsik József Stadion, Budapest Nézőszám: 2 500 Játékvezető: Bede Ferenc (magyar) |

| 3. forduló 2005. augusztus 21. 19:00 |

| FC Fehérvár                                                                           | 3 – 0   | Budapest Honvéd         |
| ------------------------------------------------------------------------------------- | ------- | ----------------------- |
| Božić 24' 74′ Disztl 71' Farkas 83' Kuttor 29' Koller 37' Schwarcz 40' Horváth G. 74′ | (1 – 0) | Kovács 74′ Mészáros 85' |

| Sóstói Stadion, Székesfehérvár Nézőszám: 8 000 Játékvezető: Saskőy Szabolcs (magyar) |

| 4. forduló 2005. augusztus 27. 19:00 |

| Lombard Pápa                                      | 2 – 2   | Budapest Honvéd                                             |
| ------------------------------------------------- | ------- | ----------------------------------------------------------- |
| Herczeg 28' 75' Lipták 58' Remili 16' Kincses 49' | (1 – 1) | Csobánki 13' 48' Genito 66' Takács 57' Dobos 75' Kovács 84' |

| Perutz Stadion, Pápa Nézőszám: 1 800 Játékvezető: Hanacsek Attila (magyar) |

| 5. forduló 2005. szeptember 17. 19:00 |

| Budapest Honvéd                                                    | 4 – 0   | Zalaegerszegi TE |
| ------------------------------------------------------------------ | ------- | ---------------- |
| Dancs 44' Lobo 66' Takács 69' André Alves 88' (11-esből) Kovács 3' | (1 – 0) | Bojović 5'       |

| Bozsik József Stadion, Budapest Nézőszám: 2 500 Játékvezető: Megyebíró János (magyar) |

| 6. forduló 2005. szeptember 24. 19:00 |

| Kaposvári Rákóczi                | 0 – 0   | Budapest Honvéd          |
| -------------------------------- | ------- | ------------------------ |
| Pintér 42' Zahorecz 61' Máté 76' | (0 – 0) | André Alves 4' Dobos 80' |

| Rákóczi Stadion, Kaposvár Nézőszám: 3 000 Játékvezető: Erdős József (magyar) |

| 7. forduló 2005. november 29. 18:00 |

| Budapest Honvéd | 2 – 2   | MTK Budapest                            |
| --- | ------- | --------------------------------------- |
| Lobo 67' André Alves 81' Genito 13' Venczel 29' Udvari 49' Takács 64' Kovács 83′ Dobos 89' Schultz 90+6′ Borgulya 90+9′ | (1 – 0) | Kanta 31' (11-esből) Lambulić 90+8' 42' |

| Bozsik József Stadion, Budapest Nézőszám: 1 500 Játékvezető: Saskőy Szabolcs (magyar) |

| 8. forduló 2005. október 15. 18:00 |

| Győri ETO                                 | 1 – 2   | Budapest Honvéd                                      |
| ----------------------------------------- | ------- | ---------------------------------------------------- |
| Kenesei 28' (11-esből) Tóth 47' Makra 78' | (1 – 1) | Lobo 10' Takács 86' Genito 31' Kovács 38' Udvari 44' |

| ETO Park, Győr Nézőszám: 4 000 Játékvezető: Makai János (magyar) |

| 9. forduló 2005. október 22. 18:00 |

| Budapest Honvéd       | 1 – 0   | Újpest                |
| --------------------- | ------- | --------------------- |
| Takács 64' Genito 90' | (0 – 0) | Freud 44′ Böjte 90+1′ |

| Bozsik József Stadion, Budapest Nézőszám: 7 500 Játékvezető: Dubraviczky Attila (magyar) |

| 10. forduló 2005. október 29. 18:00 |

| Diósgyőr    | 1 – 0   | Budapest Honvéd |
| ----------- | ------- | --------------- |
| Horváth 87' | (0 – 0) |                 |

| DVTK-stadion, Miskolc Nézőszám: 8 000 Játékvezető: Arany Tamás (magyar) |

| 11. forduló 2005. november 5. 18:00 |

| Budapest Honvéd                                             | 2 – 2   | Vasas                                                               |
| ----------------------------------------------------------- | ------- | ------------------------------------------------------------------- |
| Takács 32' (11-esből) Kovács 77' 37' Venczel 86' Udvari 87′ | (1 – 0) | Gyánó 69' Bárányos 90+2' Völgyi 27' Salamon 32' Füzi 47' Molnár 87′ |

| Bozsik József Stadion, Budapest Nézőszám: 4 000 Játékvezető: Megyebíró János (magyar) |

| 12. forduló 2005. november 19. 13:00 |

| Rákospalotai EAC                              | 1 – 3   | Budapest Honvéd                                                           |
| --------------------------------------------- | ------- | ------------------------------------------------------------------------- |
| Nyerges 16' (11-esből) Somorjai 51' Torma 68' | (1 – 1) | André Alves 25' (11-esből) Lobo 48' Dobos 76' Kovács N. 15' Kovács Z. 62' |

| Budai II László Stadion, Budapest Nézőszám: 2 500 Játékvezető: Vad II. István (magyar) |

| 13. forduló 2005. november 26. 17:00 |

| Budapest Honvéd | 1 – 1   | Pécsi MFC     |
| --------------- | ------- | ------------- |
| Dobos 85'       | (0 – 0) | Pavičević 60' |

| Bozsik József Stadion, Budapest Nézőszám: 1 200 Játékvezető: Arany Tamás (magyar) |

| 14. forduló 2005. november 19. 17:00 |

| Debreceni VSC                                                                        | 6 – 1   | Budapest Honvéd                           |
| ------------------------------------------------------------------------------------ | ------- | ----------------------------------------- |
| Brnović 10' Kovács 13' (öngól) Sidibe 45' (11-esből) 51' Ferenczi 74' 83' Sándor 77' | (3 – 0) | Dobos 78' (11-esből) Udvari 43' Lázár 64' |

| Oláh Gábor utcai stadion, Debrecen Nézőszám: 7 000 Játékvezető: Makai János (magyar) |

| 15. forduló 2005. december 10. 15:00 |

| Budapest Honvéd                            | 1 – 3   | FC Tatabánya                                     |
| ------------------------------------------ | ------- | ------------------------------------------------ |
| Venczel 5' Genito 8' Bojtor 10' Kovács 39' | (1 – 1) | Jerson 19' 51' Filó 73' 19' Márkus 82' Szabó 10' |

| Bozsik József Stadion, Budapest Nézőszám: 2 000 Játékvezető: Dubraviczky Attila (magyar) |

#### Tavaszi fordulók
| 16. forduló 2006. február 25. 16:00 |

| Budapest Honvéd | 0 – 3   | FC Sopron                                                |
| --------------- | ------- | -------------------------------------------------------- |
|                 | (0 – 1) | Signori 17' Horváth 56' Demjén 83' László 50' Bagoly 55' |

| Bozsik József Stadion, Budapest Nézőszám: 2 000 Játékvezető: Solymosi Péter (magyar) |

| 17. forduló 2006. április 12. 19:00 |

| Ferencváros                                                  | 3 – 1   | Budapest Honvéd                                 |
| ------------------------------------------------------------ | ------- | ----------------------------------------------- |
| Jovánczai 27' 69' Balog 35' Lipcsei 67' (11-esből) Tímár 15' | (2 – 1) | Schrancz 45' Csobánki 17' Takács 34' Udvari 60' |

| Üllői úti stadion, Budapest Nézőszám: 4 400 Játékvezető: Szabó Zsolt (magyar) |

- Március 5-én havazás miatt elhalasztott mérkőzés.

| 18. forduló 2006. március 11. 16:00 |

| Budapest Honvéd             | 1 – 1   | FC Fehérvár           |
| --------------------------- | ------- | --------------------- |
| Schrancz 49' 50′ Takács 33' | (0 – 1) | Nagy 7' Csizmadia 58' |

| Bozsik József Stadion, Budapest Nézőszám: 2 000 Játékvezető: Fábián Mihály (magyar) |

| 19. forduló 2006. március 18. 16:00 |

| Budapest Honvéd | 1 – 0   | Lombard Pápa |
| --------------- | ------- | ------------ |
| Bozori 78'      | (0 – 0) | Mumba 72'    |

| Bozsik József Stadion, Budapest Nézőszám: 1 200 Játékvezető: Gergely Sándor (magyar) |

| 20. forduló 2006. március 25. 17:00 |

| Zalaegerszegi TE | 0 – 0   | Budapest Honvéd     |
| ---------------- | ------- | ------------------- |
| Molnár 74'       | (0 – 0) | Zambo 1' Bozori 77' |

| ZTE Aréna, Zalaegerszeg Nézőszám: 5 000 Játékvezető: Bede Ferenc (magyar) |

| 21. forduló 2006. április 1. 17:00 |

| Budapest Honvéd | 0 – 2   | Kaposvári Rákóczi               |
| --------------- | ------- | ------------------------------- |
|                 | (0 – 1) | Zsolnai 6' 55' Zahorecz 78' 67' |

| Bozsik József Stadion, Budapest Nézőszám: 3 000 Játékvezető: Solymosi Péter (magyar) |

| 22. forduló 2006. április 7. 19:00 |

| MTK Budapest            | 0 – 0   | Budapest Honvéd                   |
| ----------------------- | ------- | --------------------------------- |
| Lambulić 31' Pollák 49' | (0 – 0) | Pomper 28' Kovács 48' Yannick 86' |

| Hidegkuti Nándor Stadion, Budapest Nézőszám: 1 500 Játékvezető: Vad István (magyar) |

| 23. forduló 2006. április 15. 18:00 |

| Budapest Honvéd                    | 3 – 2   | Győri ETO                  |
| ---------------------------------- | ------- | -------------------------- |
| Dobos 3' 17' Genito 89' Udvari 33' | (2 – 1) | Vincze 9' 7' Priskin 90+2' |

| Bozsik József Stadion, Budapest Nézőszám: 1 500 Játékvezető: Sápi Csaba (magyar) |

| 24. forduló 2006. április 22. 15:00 |

| Újpest                                                                                    | 7 – 0   | Budapest Honvéd                                  |
| ----------------------------------------------------------------------------------------- | ------- | ------------------------------------------------ |
| Vermes 11' Cariati 44' Füzi 48' Tisza 60' Sándor 67' Hullám 84' Vituska 90+1' Vaskó 90+2' | (2 – 0) | Takács 27' Kovács N. 58' Zambo 68' Kovács Z. 76′ |

| Szusza Ferenc Stadion, Budapest Nézőszám: 5 247 Játékvezető: Solymosi Péter (magyar) |

| 25. forduló 2006. április 29. 18:00 |

| Budapest Honvéd                    | 0 – 1   | Diósgyőr                           |
| ---------------------------------- | ------- | ---------------------------------- |
| Baranyai 23' Pomper 30' Kovács 41' | (0 – 1) | Binder 18' Szögedi 69' Vitelki 72' |

| Bozsik József Stadion, Budapest Nézőszám: 1 000 Játékvezető: Arany Tamás (magyar) |

| 26. forduló 2006. május 5. 19:00 |

| Vasas                                                | 1 – 2   | Budapest Honvéd                                        |
| ---------------------------------------------------- | ------- | ------------------------------------------------------ |
| Szabó 88' Molnár 5' Bárányos 38' Janjić 55' Tóth 81' | (0 – 1) | Csobánki 22' Dancs 74' Dobos 3' Ráthy 10' Schrancz 71' |

| Illovszky Rudolf Stadion, Budapest Nézőszám: 1 000 Játékvezető: Vad II. István (magyar) |

| 27. forduló 2006. május 13. 19:00 |

| Budapest Honvéd                                           | 1 – 3   | Rákospalotai EAC                                                 |
| --------------------------------------------------------- | ------- | ---------------------------------------------------------------- |
| Baranyai 20' Benjamin 33′ Bozori 76' Takács 78' Dobos 85' | (1 – 1) | Somorjai 1' 49' Polonkai 90+3' Horváth 27' Nagy 43' Földvári 64' |

| Bozsik József Stadion, Budapest Nézőszám: 1 200 Játékvezető: Sápi Csaba (magyar) |

| 28. forduló 2006. május 20. 18:00 |

| Pécsi MFC                       | 1 – 0   | Budapest Honvéd |
| ------------------------------- | ------- | --------------- |
| Kulcsár 10' Győri 29' Berdó 66' | (1 – 0) | Kovács 18'      |

| PMFC Stadion, Pécs Nézőszám: 1 200 Játékvezető: Török Károly (magyar) |

| 29. forduló 2006. május 26. 19:00 |

| Budapest Honvéd | 0 – 1   | Debreceni VSC                 |
| --------------- | ------- | ----------------------------- |
| Udvari 42'      | (0 – 1) | Bogdanović 13' (11-esből) 48' |

| Bozsik József Stadion, Budapest Nézőszám: 2 000 Játékvezető: Hanacsek Attila (magyar) |

| 30. forduló 2006. június 3. 18:00 |

| FC Tatabánya                                            | 3 – 1   | Budapest Honvéd           |
| ------------------------------------------------------- | ------- | ------------------------- |
| Filó 35' Márkus 68' Tóth 74' 75' Bakrać 78' Kerényi 87' | (1 – 1) | Csobánki 36' Benjamin 33' |

| Városi Stadion, Tatabánya Nézőszám: 5 000 Játékvezető: Bognár Tamás (magyar) |

#### Végeredmény
|    | Csapat            | Játszott | Gy | D  | V  | L  | K  | GK  | Pont |
| -- | ----------------- | -------- | -- | -- | -- | -- | -- | --- | ---- |
| 1  | Debreceni VSC     | 30       | 20 | 8  | 2  | 69 | 34 | +35 | 68   |
| 2  | Újpest            | 30       | 20 | 5  | 5  | 74 | 37 | +37 | 65   |
| 3  | FC Fehérvár       | 30       | 19 | 7  | 4  | 52 | 24 | +28 | 64   |
| 4  | MTK Budapest      | 30       | 18 | 6  | 6  | 65 | 33 | +32 | 60   |
| 5  | FC Tatabánya      | 30       | 11 | 8  | 11 | 46 | 45 | +1  | 41   |
| 6  | Ferencváros       | 30       | 10 | 11 | 9  | 43 | 38 | +5  | 41   |
| 7  | Kaposvári Rákóczi | 30       | 10 | 7  | 13 | 35 | 41 | -6  | 37   |
| 8  | Diósgyőr          | 30       | 10 | 7  | 13 | 33 | 44 | -11 | 37   |
| 9  | Győri ETO         | 30       | 9  | 9  | 12 | 47 | 50 | -3  | 36   |
| 10 | FC Sopron         | 30       | 9  | 8  | 13 | 39 | 39 | 0   | 35   |
| 11 | Zalaegerszegi TE  | 30       | 9  | 8  | 13 | 42 | 47 | -5  | 35   |
| 12 | Pécsi MFC         | 30       | 8  | 9  | 13 | 37 | 41 | -4  | 33   |
| 13 | Budapest Honvéd   | 30       | 8  | 9  | 13 | 33 | 52 | -19 | 33   |
| 14 | Rákospalotai EAC  | 30       | 7  | 5  | 18 | 30 | 59 | -29 | 26   |
| 15 | Vasas             | 30       | 5  | 10 | 15 | 32 | 47 | -15 | 25   |
| 16 | Lombard Pápa      | 30       | 5  | 7  | 18 | 30 | 76 | -46 | 22   |

1. ↑  Intertotó-kupa induló

#### Helyezések fordulónként
| Forduló  | 1 | 2  | 3 | 4 | 5  | 6 | 7 | 8  | 9  | 10 | 11 | 12 | 13 | 14 | 15 | 16 | 17 | 18 | 19 | 20 | 21 | 22 | 23 | 24 | 25 | 26 | 27 | 28 | 29 | 30 |
| -------- | - | -- | - | - | -- | - | - | -- | -- | -- | -- | -- | -- | -- | -- | -- | -- | -- | -- | -- | -- | -- | -- | -- | -- | -- | -- | -- | -- | -- |
| Helyszín | I | O  | I | I | O  | I | O | I  | O  | I  | O  | I  | O  | I  | O  | O  | I  | O  | O  | I  | O  | I  | O  | I  | O  | I  | O  | I  | O  | I  |
| Eredmény | D | GY | V | D | GY | D | D | GY | GY | V  | D  | GY | D  | V  | V  | V  | V  | D  | GY | D  | V  | D  | GY | V  | V  | GY | V  | V  | V  | V  |
| Helyezés | 7 | 3  | 9 | 8 | 6  | 8 | 8 | 6  | 5  | 6  | 6  | 5  | 5  | 6  | 6  | 8  | 11 | 11 | 9  | 9  | 9  | 9  | 8  | 10 | 11 | 9  | 9  | 10 | 12 | 13 |

Helyszín: O = Otthon; I = Idegenben. Eredmény: GY = Győzelem; D = Döntetlen; V = Vereség.

#### Eredmények összesítése
Az alábbi táblázatban összesítve szerepelnek a Budapest Honvéd FC 2005/06-os bajnokságban elért eredményei.
| Ősz/tavasz (forduló)    | Otthon | Otthon | Otthon | Otthon | Otthon | Otthon | Otthon | Idegenben | Idegenben | Idegenben | Idegenben | Idegenben | Idegenben | Idegenben |
| Ősz/tavasz (forduló)    | M      | GY     | D      | V      | LG–KG  | GK     | P      | M         | GY        | D         | V         | LG–KG     | GK        | P         |
| ----------------------- | ------ | ------ | ------ | ------ | ------ | ------ | ------ | --------- | --------- | --------- | --------- | --------- | --------- | --------- |
| Őszi szezon (1–15.)     | 7      | 3      | 3      | 1      | 14–9   | +5     | 12     | 8         | 2         | 3         | 3         | 9–15      | –6        | 9         |
| Tavaszi szezon (16–30.) | 8      | 2      | 1      | 5      | 6–13   | –7     | 7      | 7         | 1         | 2         | 4         | 4–15      | –11       | 5         |
| Összesen (1–30.)        | 15     | 5      | 4      | 6      | 20–22  | –2     | 19     | 15        | 3         | 5         | 7         | 13–30     | –17       | 14        |

## Külső hivatkozások
- A csapat hivatalos honlapja
- A csapat mérkőzései a transfermarkt.de-n (németül)